# Metr

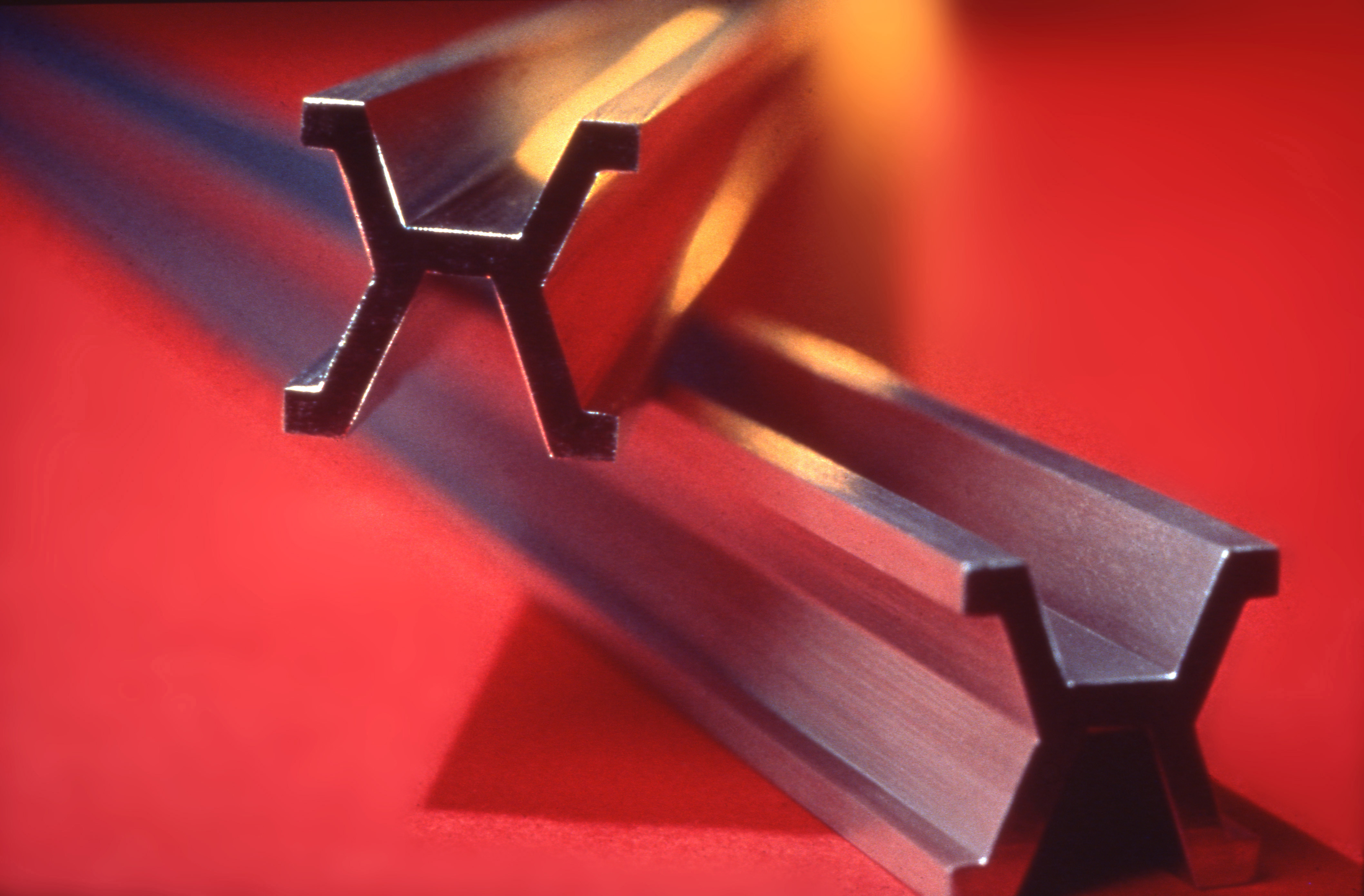
Wzorzec metra z lat 1889–1960

Metr (stgr. μέτρον miara) – jednostka podstawowa długości w układach: SI, MKS, MKSA, MTS, oznaczenie m. W myśl definicji zatwierdzonej przez XVII Generalną Konferencję Miar w 1983 jest to odległość, jaką pokonuje światło w próżni w czasie 1/299 792 458 s.
Poprzednio metr zdefiniowany był jako:
- (1795–1889) długość równa {\displaystyle 10^{-7}} długości mierzonej wzdłuż południka paryskiego od równika do bieguna. Na podstawie tej definicji wykonano platynoirydowy wzorzec metra. W trakcie powtórnych pomiarów stwierdzono różnice między wzorcem a definicją. Wzorzec przechowywany jest w Międzynarodowym Biurze Miar i Wag w Sèvres koło Paryża.
- (1889–1960) I Generalna Konferencja Miar (1889) określiła metr jako odległość między odpowiednimi kreskami na wzorcu, równą {\displaystyle 0,999914\cdot 10^{-7}} połowy południka ziemskiego.
- (1960–1983) XI Generalna Konferencja Miar (1960) zdefiniowała metr jako długość równą 1 650 763,73 długości fali promieniowania w próżni odpowiadającego przejściu między poziomami 2p10 a 5d5 atomu 86Kr (kryptonu 86)[2].
- (1983–2019) Długość drogi przebytej w próżni przez światło w czasie {\displaystyle {\frac {1}{299\ 792\ 458}}s}[3];
- (2019) XXVI Generalna Konferencja Miar (13–16.11.2018) zdefiniowała metr[4] jako: oznaczenie m, jest to jednostka długości w SI. Jest ona zdefiniowana poprzez przyjęcie ustalonej wartości liczbowej prędkości światła w próżni c, wynoszącej 299 792 458, wyrażonej w jednostce m s−1, przy czym sekunda zdefiniowana jest za pomocą częstotliwości cezowej ΔνCs[5]. Definicja ta weszła w życie 20.05.2019 roku.

Przeliczenie metra na niektóre jednostki niemetryczne:

## Przedrostki SI
Wielokrotności i podwielokrotności jednostki (wyróżniono najczęściej używane):
| Wielokrotności | Wielokrotności | Wielokrotności |  | Podwielokrotności | Podwielokrotności | Podwielokrotności |
| Mnożnik        | Nazwa          | Symbol         |  | Mnożnik           | Nazwa             | Symbol            |
| -------------- | -------------- | -------------- |  | ----------------- | ----------------- | ----------------- |
| 100            | metr           | m              |  |                   |                   |                   |
| 101            | dekametr       | dam            |  | 10−1              | decymetr          | dm                |
| 102            | hektometr      | hm             |  | 10−2              | centymetr         | cm                |
| 103            | kilometr       | km             |  | 10−3              | milimetr          | mm                |
| 106            | megametr       | Mm             |  | 10−6              | mikrometr         | µm                |
| 109            | gigametr       | Gm             |  | 10−9              | nanometr          | nm                |
| 1012           | terametr       | Tm             |  | 10−12             | pikometr          | pm                |
| 1015           | petametr       | Pm             |  | 10−15             | femtometr         | fm                |
| 1018           | eksametr       | Em             |  | 10−18             | attometr          | am                |
| 1021           | zettametr      | Zm             |  | 10−21             | zeptometr         | zm                |
| 1024           | jottametr      | Ym             |  | 10−24             | joktometr         | ym                |

Wielokrotności wyższe niż kilometr są praktycznie nieużywane. Do opisywania odległości w skali astronomicznej stosuje się raczej tysiące i miliony kilometrów lub jednostki pozaukładowe: rok świetlny, parsek, jednostka astronomiczna.
Najmniejszą praktycznie używaną podwielokrotnością jest nanometr. Mniejszych jednostek używa się głównie w fizyce kwantowej.